# Carucedo
Carucedo és un municipi de la província de Lleó a la comunitat autònoma de Castella i Lleó. Forma part de la comarca d'El Bierzo i és un dels municipis en els quals es parla gallec. Inclou els nuclis de Carucedo, Las Médulas, Lago de Carucedo, Campañana, Villarando, La Barosa i El Carril. En el terme municipal hom hi troba el paratge de Les Mèdules, explotació aurífera romana declarada Patrimoni de la Humanitat el 1997 per la UNESCO i que també ocupa part dels termes de Borrenes i Puente de Domingo Flórez.

## Demografia
| 1991 | 1996 | 2001 | 2004 |
| ---- | ---- | ---- | ---- |
| 712  | 674  | 669  | 649  |